# كايلي هاتسون
كايلي هاتسون (بالإنجليزية: Kylie Hutson)‏ هي القافزة بالزانة أمريكية، ولدت في 27 نوفمبر 1987 في تير هوت في الولايات المتحدة.

## وصلات خارجية
- كايلي هاتسون على موقع الاتحاد الدولي لألعاب القوى (الإنجليزية)
- كايلي هاتسون على موقع الدوري الماسي (الإنجليزية)
- كايلي هاتسون على موقع TFRRS.org (الإنجليزية)